# Efekt weekendu
Efekt weekendu (ang. weekend effect) – anomalia, zaliczana do grupy anomalii sezonowych, nazywana również efektem dnia w tygodniu. Polega na występujących, powtarzalnych różnicach w stopach zwrotu z instrumentów finansowych (np. akcji) w poszczególnych dniach tygodnia lub na jego koniec – efekt weekendu. Obserwowany efekt może być, przykładowo obserwowaną trwale większą zmianą/spadkiem cen akcji na  giełdzie na końcu tygodnia w porównaniu do pozostałych dni tygodnia.
Pochodne efekty
Opisane poniżej efekty przedstawiają anomalie, które podobnie jak efekt weekendu również świadczą o okresowych odchyleniach od hipotezy efektywności rynku:
- Efekt miesiąca w roku (month-of-the year effect)

Jest to jeden z najbardziej znanych efektów kalendarzowych. Jak pokazują badania Kinneya i Rozeffa (1976; za Ślepaczuk, 2006) średnia stopa zwrotu w styczniu była znacznie oraz istotnie większa niż stopa zwrotu w pozostałych miesiącach.
- Efekt tygodnia w miesiącu (week-of-the month effect)

Badanie Ariela (1987; za: Ślepaczuk, 2006) przeprowadzone na danych dla lat 1963-1981, pokazuje, że po podzieleniu miesiąca na dwie równe części stopa zwrotu w pierwszej części jest znacznie wyższa niż stopa zwrotu z drugiej części (w ciągu 19 lat: 2552%- około 0%).
- Efekt dnia w tygodniu (day-of-the week effect)

French (1980; za Ślepaczuk, 2006) dowiódł, że na początku tygodnia, w poniedziałki, średnia stopa zwrotu jest ujemna w porównaniu do innych dni tygodnia, które mają średnią stopę zwrotu dodatnią.
- Efekt godziny w ciągu dnia (hour-of-the day effect)

Jak pokazują badania Harrisa (1986; za: Ślepaczuk, 2006) w trakcie pierwszych 45 minut handlu, ceny mają tendencję spadkową tylko i wyłącznie w poniedziałki, podczas gdy w pozostałe dni ceny sesji w tym samym czasie wzrastają.
Podsumowując, efekty kalendarzowe związane są z możliwością osiągnięcia ponadprzeciętnej stopy zwrotu w danym okresie.